# اوکسیپورینول
اوکسیپورینول (به انگلیسی: Oxypurinol) با فرمول شیمیایی C5H4N4O2 یک ترکیب شیمیایی با شناسه پاب‌کم 7972 است. که جرم مولی آن ۱۵۲٫۱۱۰۸۶ گرم بر مول می‌باشد. شکل ظاهری این ترکیب، بلورهای سفید است.